# RAF Manston
La RAF Manston était une base de la Royal Air Force et une ancienne base des forces armées des États-Unis, située dans le nord-est du comté de Kent en Grande-Bretagne, sur l'île de Thanet, active de 1916 à 1996. Par la suite, ce site a été exploité par le Manston Airport (MSE) et les installations militaires du Defence Fire Training and Development Centre (en). Les opérations aéroportuaires ont été arrêtées en mai 2014.
La RAF Manston apparait dans la carte Britain du jeu vidéo War Thunder de Gaijin Entertainment. 